# Dayton (Kentucky)
Dayton es una ciudad ubicada en el condado de Campbell en el estado estadounidense de Kentucky. En el Censo de 2010 tenía una población de 5338 habitantes y una densidad poblacional de 1.062,93 personas por km².

## Geografía
Dayton se encuentra ubicada en las coordenadas 39°6′46″N 84°27′52″O / 39.11278, -84.46444. Según la Oficina del Censo de los Estados Unidos, Dayton tiene una superficie total de 5.02 km², de la cual 3.33 km² corresponden a tierra firme y (33.63%) 1.69 km² es agua.

## Demografía
Según el censo de 2010, había 5338 personas residiendo en Dayton. La densidad de población era de 1.062,93 hab./km². De los 5338 habitantes, Dayton estaba compuesto por el 96.74% blancos, el 0.51% eran afroamericanos, el 0.11% eran amerindios, el 0.26% eran asiáticos, el 0.06% eran isleños del Pacífico, el 0.58% eran de otras razas y el 1.74% pertenecían a dos o más razas. Del total de la población el 1.67% eran hispanos o latinos de cualquier raza.